# Matthias Lang (Regisseur)
Matthias Lang (* 3. August 1986 in Bozen, Italien) ist ein italienischer Filmregisseur und Drehbuchautor, der für seine Arbeit am Kinderfilm König Laurin bekannt ist.

## Leben und Wirken
Lang wurde von 2005 bis 2006 in München zum Produktionsassistenten ausgebildet. Im Jahr 2006 nahm er ein Studium im Fachbereich Regie an der Hochschule für Film und Fernsehen in München auf und wurde von 2007 bis 2011 als Stipendiat der Studienstiftung des deutschen Volkes unterstützt. Während des Studiums realisierte er mehrere Kurzfilme, darunter der 2007 veröffentlichte Kurzfilm In Formatica, der beim Jugend-filmt-Festival in Landshut in der Kategorie Bester Schnitt ausgezeichnet wurde. Während des Studiums sammelte er praktische Erfahrungen in Los Angeles am Set von Criminal Minds und The Big Bang Theory, im Jahr 2013 war er als Produktionsassistent der deutschen Sitcom Bully macht Buddy tätig.
Die internationale Koproduktion König Laurin war Langs Abschlussfilm der Hochschule für Film und Fernsehen, der Film startete im September 2016 in den deutschen Kinos und wurde unter anderem mit dem Goldenen Spatz in der Kategorie Bester Film ausgezeichnet.

## Filmografie
- 2007: In Formatica (Kurzfilm)
- 2008: Gravis – Es ist mehr möglich, als man denkt (Kurzfilm)
- 2016: König Laurin

## Auszeichnungen (Auswahl)
Goldener Spatz 2016
- Sonderpreis der Thüringer Staatskanzlei für die Regie von König Laurin[1]
- Preisträger in der Kategorie Bester Film für König Laurin

Gilde-Filmpreis 2016
- Preisträger in der Kategorie Beste Kinderfilm für König Laurin[2]